# ۶۵ زن برزنجیر
۶۵ زن برزنجیر یک ستاره است که در صورت فلکی آندرومدا قرار دارد.